# Arts district
Les arts districts désignent les quartiers centraux des grandes villes américaines revitalisés par une politique qui vise à attirer les artistes et les institutions culturelles. En 2005, plus de 100 villes aux États-Unis possèdent un art district.

## Histoire
Après la Seconde Guerre mondiale, les centres-villes américains se vident de leur population aisée et moyenne blanche. Celle-ci déménage en banlieue (les suburbs) et laisse les quartiers centraux aux populations les plus pauvres et aux minorités ethniques. Les centres-villes deviennent rapidement des ghettos où règnent la misère et la violence. Depuis les années 1980-1990, les municipalités encouragent le retour des classes moyennes et aisées dans le centre-ville par divers moyens : avantages fiscaux pour les entreprises, rénovation des immeubles, sécurisation, implantation d'institutions culturelles et d'artistes. Ces derniers moyens fondent la politique des art districts.
En attirant des artistes et des « bo-bo », les villes comptent sur un effet d'entraînement : l'image du quartier s'améliorant, les hôtels, les restaurants, les cafés s'ouvriront et les touristes reviendront. Le soir, les centres-villes resteront fréquentés. Cette politique est soutenue par l'État fédéral qui, par l'intermédiaire du ministère du Commerce (Economic Development Administration), accorde des subventions. Les autres aides financières proviennent de l'échelon local, des États fédérés et des municipalités.

## Résultats
Les résultats sont inégaux selon les villes : la création d'art districts fonctionne bien à Houston et Fort Worth au Texas. Le modèle est aussi concluant à Phoenix, Denver et Memphis. Elle est plus difficile à mettre en œuvre dans les villes proches des Grands Lacs comme Cleveland ou Détroit, ou encore dans les villes majoritairement noires (Newark, Atlanta).
La politique des arts districts est par ailleurs critiquée pour ses effets sur les populations les plus pauvres : celles-ci sont contraintes de partir du quartier à cause de l'augmentation des loyers. D'autres dénoncent l'embourgeoisement et la gentrification qui accompagnent les mutations sociales.
Les communautés de quartier prennent des initiatives en matière artistique et éducative. Elles sont à la base de la politique des art districts qui consiste à revitaliser les quartiers centraux ou difficiles par la culture. La culture est généralement le fait d'institutions « privées » (avec des fonds ne provenant pas de budget public et qui ne sont pas dirigées par des fonctionnaires) mais ayant un statut d'organisation à but non lucratif et des missions d'intérêt général. Les institutions culturelles telles que les musées, les théâtres, les orchestres symphoniques, les bibliothèques sont capables d'échapper aux contraintes du marché. Les communautés sont des lieux privilégiés de création des subcultures indépendantes ; elles s'organisent dans les Community Development Corporations créées sous Jimmy Carter et qui reçoivent des aides (notamment des fondations) et bénéficient d'exonérations fiscales. Par leurs programmes culturels et éducatifs, leurs chorales, les Églises animent les quartiers difficiles. On estime que 2,5 millions de personnes sont sorties des ghettos entre 1990 et 2000, en partie grâce aux communautés de quartiers.

## Quelques exemples récents

### Los Angeles

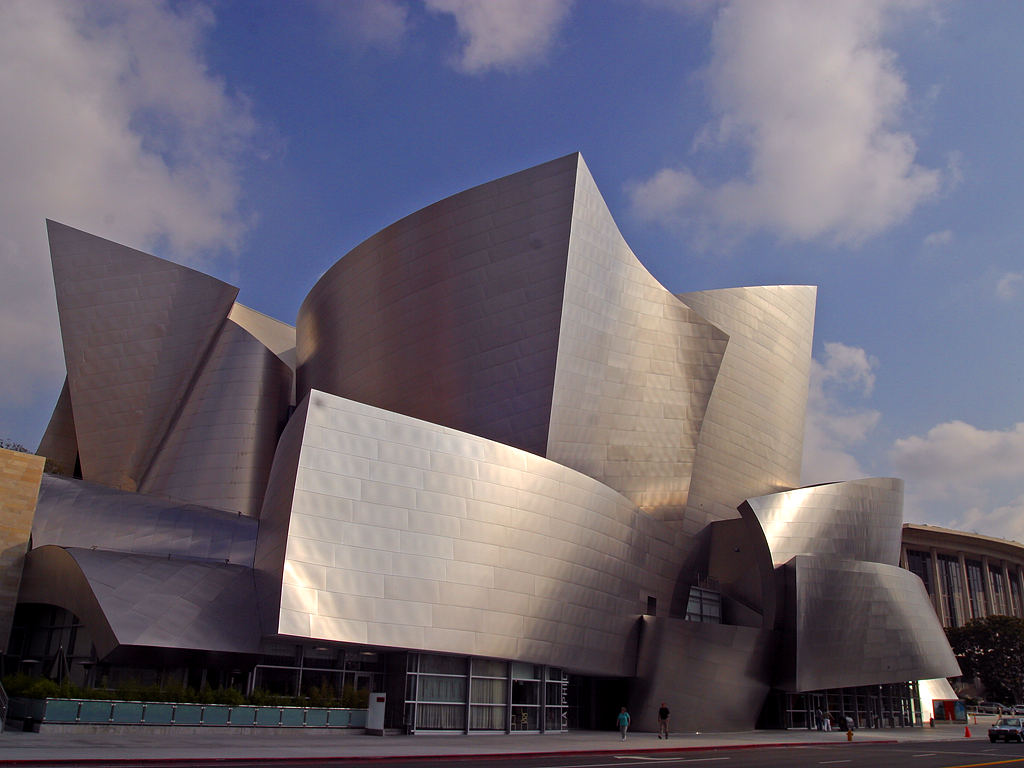
L'un des symboles de la renaissance du centre de Los Angeles : le Walt Disney Concert Hall

On assiste depuis quelques années à une grande renaissance du centre-ville. Dans les années 1970, on éleva des gratte-ciel dans ce quartier, qui se vidait dès la fermeture des bureaux. Au début du XXIe siècle, la municipalité décide de transformer le downtown, en coopération avec des institutions privées. Les objectifs sont de diversifier les fonctions du centre-ville, de revaloriser le patrimoine et de créer des espaces publics. Il s'agit de développer les lieux dédiés au divertissement et à la culture, de former un art district, d'attirer la population et les touristes, de renforcer l'importance de Los Angeles et de son centre par rapport à la vaste agglomération qui n'en a plus vraiment. L'ambition est de mettre en place un "vrai centre-ville pour Los Angeles".
Pour cela, de nombreux projets ont vu le jour, notamment sur l'axe de la Grand Avenue qui devrait être achevé en 2009 et coûter 1,8 milliard de dollars, que le maire veut transformer en Champs-Élysées de la côte ouest. Un programme de restauration a vu le jour pour Broadway (vieux cinémas de l'Entre-Deux-Guerres) et pour de nouveaux lofts sur Spring Street. La bibliothèque centrale, érigée dans les années 1920 en style Art déco a été réhabilitée. De nouveaux bâtiments sont sortis de terre : le Walt Disney Concert Hall signé Frank Gehry (2003), le building de la MTA, la cathédrale Notre-Dame des Anges conçue par Rafael Moneo (2002). La concentration d'institutions culturelles (musée d'art contemporain, la Colburn School Performing Arts) doivent redonner de l'intérêt pour le centre-ville. Les résultats de cette politique de reconquête du centre-ville sont regardés avec attention par les urbanistes du monde entier : beaucoup d'Angelins choisissent de revenir vivre dans le centre où plus de 10 000 lotissements sont actuellement en construction. La redensification urbaine et la création de nouveaux parcs vont donc changer le visage de la ville d'ici quelques années. Cependant, Grand Avenue est plutôt fréquentée par les classes moyennes ou riches, et est propice à la gentrification, tandis que les ghettos existent toujours.